# Usamaru Furuya

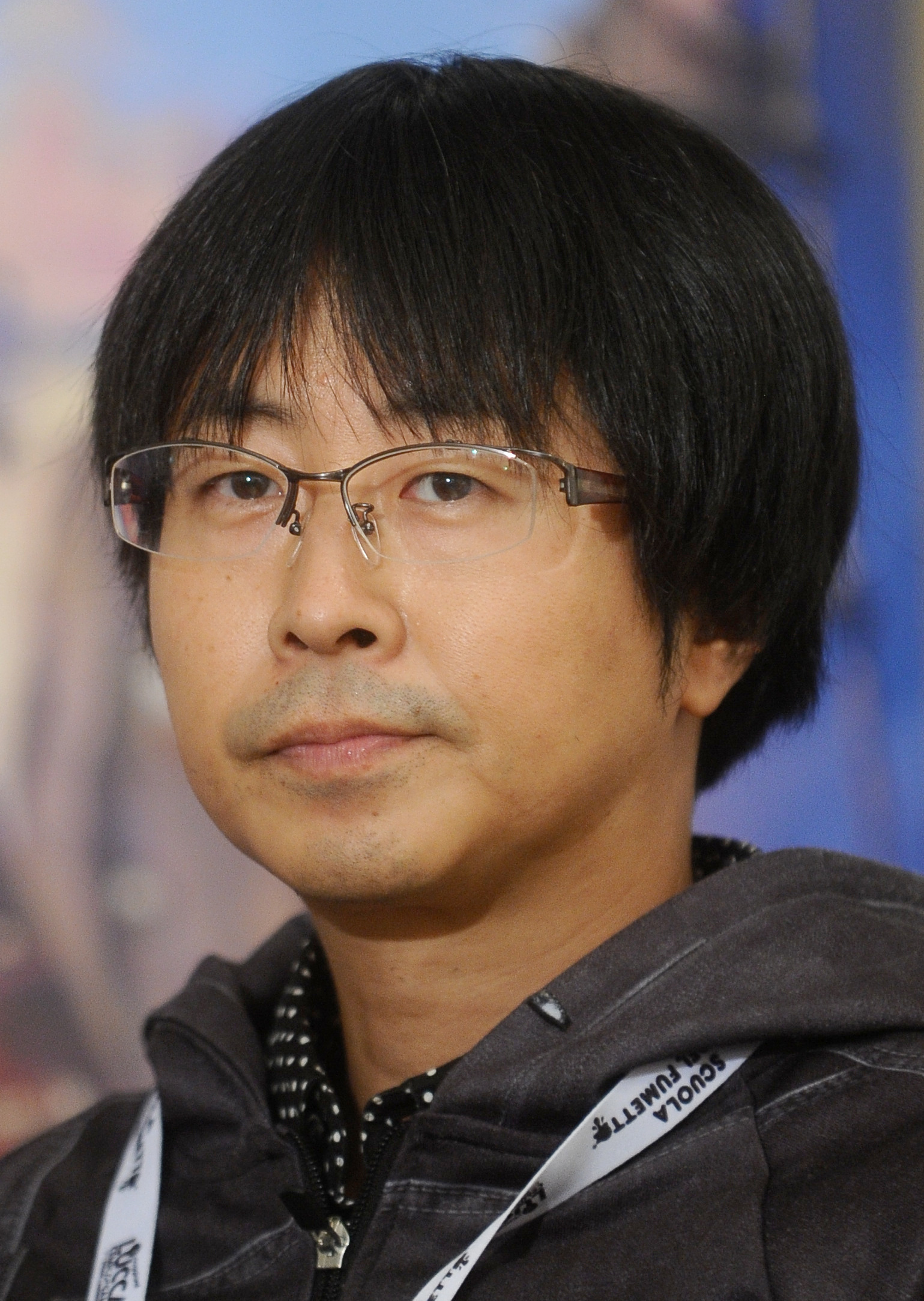
Usamaru Furuya - Lucca Comics & Games 2015

Usamaru Furuya (jap. 古屋 兎丸, Furuya Usamaru; * 25. Januar 1968 in Tokio, Japan) ist ein japanischer Manga-Zeichner.
Furuya, dessen Traumberuf als Kind bereits Manga-Zeichner war, studierte zeitgenössische Kunst an der Tama-Kunstuniversität. Sein Debüt als professioneller Zeichner gab er 1994 im alternativen Manga-Magazin Garo, für das unter anderem auch Kiriko Nananan arbeitete. Nebenbei arbeitete er als Kunstlehrer an einer Oberschule und engagierte sich für kurze Zeit in Butoh-Tanztheatern. Sein Debütwerk Palepoli erregte durch seinen absonderlichen Humor sowie durch spezielle Maltechniken Aufsehen. Short Cuts, eine morbide Yonkoma-Serie mit Kogals als Hauptfiguren der meisten Geschichten, erschien dagegen ab 1998 im Young Sunday, einem Magazin, das im Gegensatz zu Garo bei einem großen Verlag publiziert wird und eine hohe Auflage vorweisen kann. Es folgten Marie no Kanaderu Ongaku, das von einem Jugendlichen handelt, der in die allmächtige Göttin Marie verliebt ist, für das Comic-Birz-Magazin und Der Selbstmordclub über Massenselbsttötung unter japanischen Oberschülerinnen. Der Selbstmordclub entstand parallel zu dem gleichnamigen Film, erzählt aber eine andere Geschichte, und wurde ebenso wie Marie no Kanaderu Ongaku ins Französische übersetzt. Eine deutsche Übersetzung erschien 2006 beim Verlag Schreiber & Leser. Neben diesen längeren Werken hat Furuya auch mehrere Kurzgeschichten gezeichnet, zum Beispiel für das jährlich erscheinende Magazin Comic Cue, das Hisashi Eguchi 1995 gründete.
Ähnlich wie Short Cuts ist sein Manga π in einem auflagenstarken Seinen-Magazin, dem Big Comic Spirits, erschienen. Darin erzählt er von einem Oberschüler, der auf der Suche nach der schönsten weiblichen Brust ist. Furuyas Happiness wurde von 2004 bis 2005 in zwei Teilen in Einzelkapiteln im alternativen Magazin Ikki veröffentlicht und 2006 vom Shogakukan-Verlag als Taschenbuch herausgebracht.

„Als Mangaka mit einer ungeheuer reichhaltigen Ausdruckspalette, die von Humor bis Weltuntergangsstimmung alles abdeckt, veröffentlicht Furuya in den unterschiedlichsten Foren, in Untergrundmagazinen genauso wie in etablierten Manga-Magazinen.“

## Werke (Auswahl)
- Palepoli, 1994–1995
- Short Cuts (ショートカッツ), 1998–1999
- Marie no Kanaderu Ongaku (Marieの奏でる音楽), 2000–2001
- Der Selbstmordclub (自殺サークル, Jisatsu Circle), 2002
- π, 2003–2005
- Happiness (ハピネス), 2004–2005
- Raichi Hikari Club (ライチ☆光クラブ), 2005–2006
- The Chronicle of a Clueless Age (少年少女漂流記 Shōnen Shōjo Hyōryōki), 2006, nach Otsuichi
- Tokyo Inferno (彼女を守る51の方法, Kanojo o Mamoru 51 no Hōhō), 2006–2007
- Innosen Shōnen Jūjigun (インノサン少年十字軍), seit 2007
- Genkaku Picasso (幻覚ピカソ), seit 2008
- Ningen Shikkaku (人間失格), seit 2009, nach Osamu Dazai